# Culicoides hamiensis
Culicoides hamiensis är en tvåvingeart som beskrevs av Chu, Qian och Ma 1982. Culicoides hamiensis ingår i släktet Culicoides och familjen svidknott. Inga underarter finns listade i Catalogue of Life.